# Nokia N81 8GB
Il terminale N81 8GB è uno smartphone prodotto dalla casa finlandese di telefonia mobile Nokia. È la versione più potente del normale Nokia N81, differenziandosi da quest'ultimo solo nella memoria interna, che è appunto da 8Gb; tutte le altre caratteristiche sono le medesime del modello standard.